# Thaumatichthys
Thaumatichthys ist eine drei Arten umfassende Gattung der Tiefsee-Anglerfische (Ceratioidei). Der wissenschaftliche Name setzt sich zusammen aus thauma (griechisch θαύμα), für Wunder, bemerkenswert, erstaunlich und ichthys (Ιχθύς), Fisch. Bezogen auf die Morphologie also ein „außergewöhnlicher Fisch“.

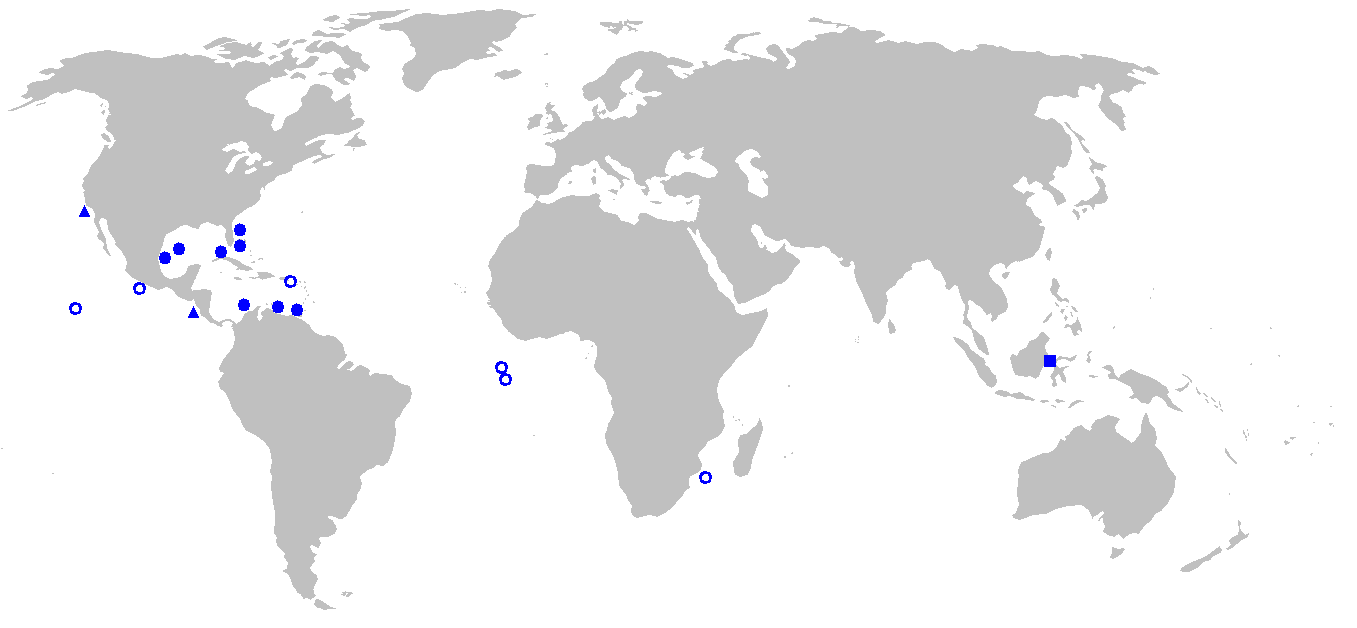
Fundorte der Gattung Thaumatichthys

## Merkmale
Wie alle Tiefsee-Anglerfische zeigt die Gattung einen extremen Sexualdimorphismus. Geschlechtsreife Weibchen von Thaumatichthys sind relativ langgestreckt, mit einem hinteren Rumpfbereich, der schlanker ist als bei den meisten anderen weiblichen Tiefsee-Anglerfischen. Sie erreichen Standardlängen von 24 bis 36,5 Zentimeter. Die Rückenflosse ist relativ gut entwickelt. Der Kopf und der vordere Rumpfbereich sind abgeflacht und breit. Die Zähne auf der Prämaxillare stehen weit voneinander entfernt. Sie ragen weit über den kurzen Unterkiefer hinaus, sind lang und hakenförmig und sind gelenkig mit dem Schädel verbunden, so dass sie nach oben und unten gedreht werden können. Die winzigen Augen befinden sich nah am Mundwinkel. Die Basis des Illicium („Angel“) befindet sich vorne im Gaumen. Thaumatichrhys-Weibchen sind schwarz oder dunkelbraun und tragen an der Unterseite von Kopf und Körper zahlreiche kleine Stacheln.
Die Zwergmännchen der Thaumatichthys-Arten unterscheiden sich von allen anderen bekannten Männchen der Tiefsee-Anglerfische durch die Entwicklung und Position der Dentikel am Maul. Ihre Prämaxillare ist nicht zurückgebildet, aber zahnlos. An der Spitze der Prämaxillare befinden sich vier paarweise angeordnete Dentikel. An der Spitze des Unterkiefers befinden sich sieben Dentikel, die an der Basis miteinander verwachsen sind. Sie sind in einer unteren Querreihe von vier und einer oberen von drei angeordnet. Die Dentikel der oberen Reihe sind kürzer und stärker gebogen.
Thaumatichrhys-Larven unterscheiden sich von allen anderen Tiefsee-Anglerfisch-Larven dadurch, dass sie eine Schicht subdermaler Melanophoren besitzen, die die gesamte Oberfläche von Kopf und Körper bedecken. Von Lasiognathus-Larven unterscheiden sie sich außerdem in der Anzahl der Rücken- und Afterflossenstrahlen.

## Lebensweise

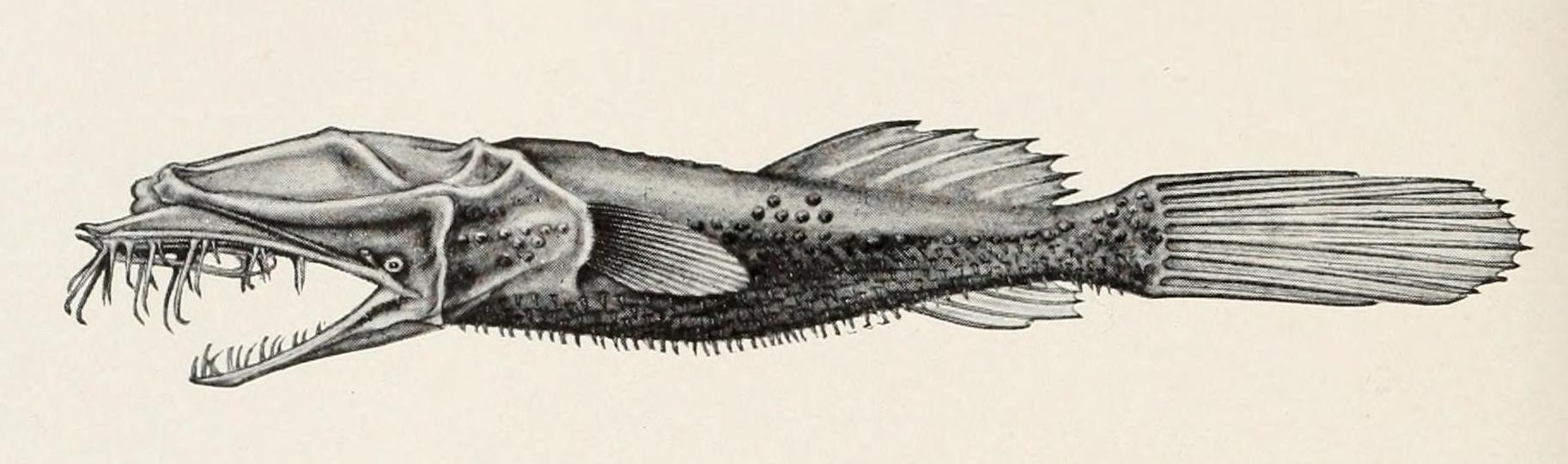
Zeichnung der Holotyps von Thaumatichthys pagidostomus aus der Erstbeschreibung der Gattung.

Im Unterschied zu allen anderen Tiefsee-Anglerfischen, die pelagisch im offenen Ozean vorkommen, leben die drei Thaumatichrhys-Arten bentisch auf dem Meeresgrund in Tiefen zwischen 1400 und 3500 Metern.

## Systematik
Die Gattung Thaumatichthys und die Familie Thaumatichthyidae wurden 1912 durch die US-amerikanischen Ichthyologen Hugh McCormick Smith und Lewis Radcliffe eingeführt. 1972 stellte der amerikanische Anglerfischexperte Theodore W. Pietsch die ein ähnliches Maul besitzende Gattung Lasiognathus, die vorher zur Familie Oneirodidae gehörte, ebenfalls in die Familie Thaumatichthyidae. DNA-Vergleiche zeigten jedoch, das Lasiognathus näher mit den Gattungen der Familie Oneirodidae verwandt ist als mit Thaumatichthys, so dass sie heute wieder zu den Oneirodidae gehört.

## Arten
Zur Gattung Thaumatichthys gehören drei Arten:
- Thaumatichthys axeli (Bruun, 1953)
- Thaumatichthys binghami Parr, 1927
- Thaumatichthys pagidostomus Smith & Radcliffe, 1912